# Lewis Cine
Lewis Tom Cine (Cedar Hill, Texas, 5 de octubre de 1999), más conocido como Lewis Cine, es un jugador profesional estadounidense de fútbol americano, se desempeña en la posición de safety en Minnesota Vikings, en la National Football League (NFL).

## Carrera
Fue seleccionado en la Reunión Anual de Selección de Jugadores de la NFL de 2022. Hizo su debut profesional con el equipo Minnesota Vikings, lleva jugando dos temporadas.